# Burgstall Lichtenburg (Vilsbiburg)
Der Burgstall Lichtenburg bezeichnet eine abgegangene mittelalterliche Niederungsburg in etwa 100 m westlich von Lichtenburg, einem Gemeindeteil der niederbayerischen Stadt Vilsbiburg im Landkreis Landshut. Die Anlage wird als Bodendenkmal unter der Aktennummer D-2-7540-0073 im Bayernatlas als „untertägige mittelalterliche und frühneuzeitliche Befunde im Bereich der abgegangenen Burg Lichtenburg, darunter Spuren von Nebengebäuden, Vorgängerbauten bzw. älterer Bauphasen“ geführt.

## Beschreibung
Der in Form einer liegenden Acht bestehende Burgstall Lichtenburg liegt östlich der Vils zwischen Stadelöd und Marxbauer. Er ist 190 m (in Ost-West-Richtung) lang und 110 m breit (in Nord-Süd-Richtung) und steigt gegenüber dem Ort Lichtenburg um 20 m an. Der Burgstallkegel wurde durch einen bogenförmigen Halsgraben vom Hinterland abgetrennt. Das östliche Vorwerk lag im Bereich des Bauernhofes Maxbauer und war von einem flachen Graben umfasst. Von Westen her wird Kies abgebaut und dadurch wurde eine steile Profilwand für den Burgkegel geschaffen; in dieser sind Ziegelmauerwerk und verschiedene Schuttschichten erkennbar. Auch von Süden her ist der Burgstall durch den Kiesabbau bedroht.

## Geschichte
Eventuell kam der Lichtenburg bereits zu römischer Zeit eine militärische Bedeutung bei der Überwachung der römischen Fernstraße von Neumarkt-Sankt Veit nach Kirchberg zu; jedenfalls wurden Münzen aus der spätrömischen Zeit in den Ruinen der Lichtenburg gefunden. In romanischer Zeit wird hier am Vilsübergang die Burganlage Edenfurt genannt, aus der dann Lichtenberg wurde. Die Burg Lichtenburg dürfte ursprünglich dem Salzburger Bistum gehört haben. Ein Oswald zu Liechtenburg wird als zweiter Obmann der Herrschaft Geisenhausen im Giltbuch von 1474 genannt; er ist als herzoglicher Ministeriale einzuschätzen. 1818 ist Lichtenberg im Landgericht Vilsbiburg der Gemeinde Frauensattling zugehörig.